# 1520 год в науке
В 1520 году произошли различные научные и технологические события, некоторые из которых представлены ниже.

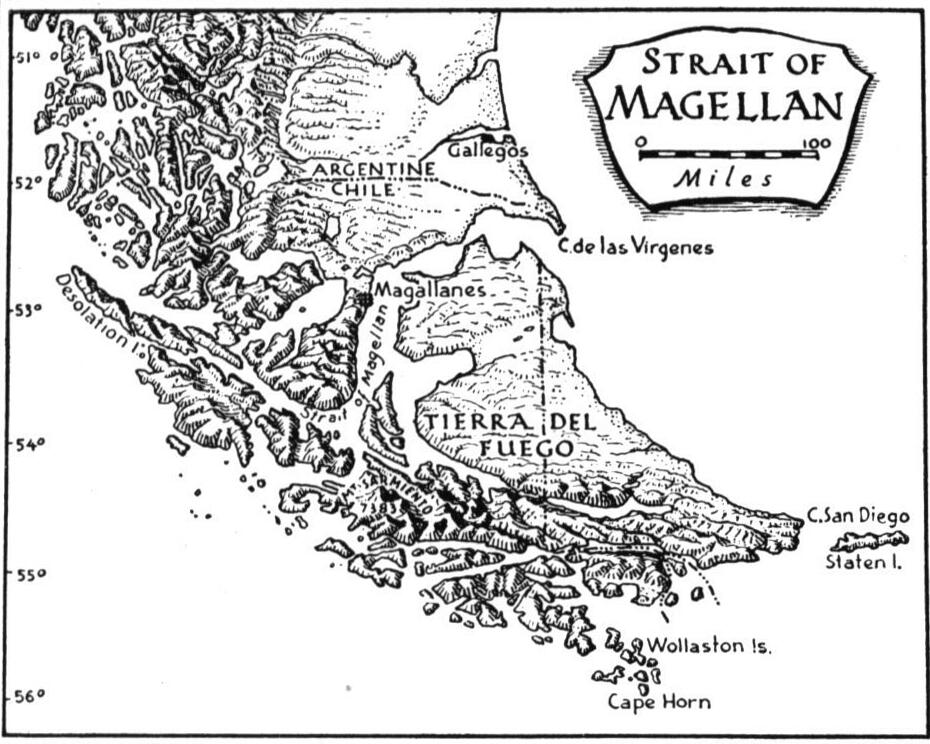
Старинная карта Магелланова пролива

## События
- В Париже опубликован «Большой травник» (Le Grant Herbier).
- Ноябрь — Магеллан прошёл до конца «Магелланов пролив», вышел в Тихий океан и дал ему имя[1].

## Публикации
- Алессандро Акиллини: «Anatomicæ annotationes», Болонья.

## Родились
См. также: Категория:Родившиеся в 1520 году
- 19 мая — Мацей Кавечинский, польский переводчик и издатель (умер в 1572 году).
- Иван Фёдоров, русский книгопечатник и издатель (умер в 1583 году).
- Христофор Плантен, нидерландский книгопечатник и издатель (умер в 1589 году).
- Жак Гохорий, французский адвокат, врач и алхимик (умер в 1576 году).
- (год рожд. приблизителен) — Винченцо Галилей, итальянский теоретик музыки, композитор, лютнист. Отец физика Галилео Галилея и композитора Микеланджело Галилея (умер в 1591 году).
- Дамиан де ла Бандера, испанский конкистадор и историк (дата смерти неизвестна).
- Адам Бохорич, словенский лингвист и филолог (умер в 1598 году).
- Фернан Ваш Доураду, португальский картограф (умер в 1580 году).
- Моше Иссерлес, польский раввин и философ (умер в 1572 году).
- Хуан Кристобаль Кальвете де Эстрелья, испанский историк и поэт (умер в 1593 году).
- Жан Креспен, французско-швейцарский историк и издатель (умер в 1572 году).
- Диего Фернандес де Паленсия, испанский путешественник и историк (умер в 1581 году).
- Базилиус Фабер, немецкий переводчик (умер ок. 1575 года).
- Карл Сигоний, итальянский историк и писатель (умер в 1584 году).

## Скончались
См. также: Категория:Умершие в 1520 году
- 16 марта — Мартин Вальдземюллер, немецкий картограф (род. в 1470 году).
- 21 сентября — Викторин Корнел из Вшегрд, чешский педагог, писатель и переводчик (род. ок. 1460 года).
- 31 мая — Иоганн Эстикампиан, немецкий учёный-энциклопедист (род. в 1437 году).
- 7 апреля — Гаспар де Кесада, испанский путешественник и мореплаватель (дата рожд. неизвестна).
- 2 апреля — Луис де Мендоса, испанский путешественник и мореплаватель (дата рожд. неизвестна).
- Томас Реш, австрийский философ (дата рожд. неизвестна).
- Алонсо Альварес де Пинеда, испанский исследователь и картограф (род. в 1494 году).
- (год смерти приблизителен) — Педру Кабрал, португальский исследователь, первооткрыватель Бразилии (род. в 1467 году или в 1468 году).
- (год смерти приблизителен) — Диболд Шиллинг Младший, швейцарский хронист (род. ок. 1460 года).
- Жан Депотер, фламандский грамматик и писатель (род. ок. 1460 года).
- Идрис Бидлиси, османский историк и поэт (род. ок. 1455 года).